# Jan Thielmann
Jan Thielmann (Föhren, 26 maggio 2002) è un calciatore tedesco, difensore del Colonia.

## Caratteristiche tecniche
È un centrale difensivo.

## Carriera

### Club
Cresciuto nel settore giovanile del Colonia, ha esordito in prima squadra il 14 dicembre 2019 disputando l'incontro di Bundesliga vinto 2-0 contro il Bayer Leverkusen.

### Nazionale
Ha giocato nelle nazionali giovanili tedesche Under-15, Under-16 ed Under-17.

## Statistiche

### Presenze e reti nei club
Statistiche aggiornate al 14 febbraio 2025.
| Stagione          | Squadra           | Campionato        | Campionato | Campionato | Coppe nazionali | Coppe nazionali | Coppe nazionali | Coppe continentali | Coppe continentali | Coppe continentali | Altre coppe | Altre coppe | Altre coppe | Totale | Totale | Totale |
| Stagione          | Squadra           | Comp              | Pres       | Reti       | Comp            | Pres            | Reti            | Comp               | Pres               | Reti               | Comp        | Pres        | Reti        | Pres   | Reti   |        |
| ----------------- | ----------------- | ----------------- | ---------- | ---------- | --------------- | --------------- | --------------- | ------------------ | ------------------ | ------------------ | ----------- | ----------- | ----------- | ------ | ------ | ------ |
| 2020-2021         | Colonia II        | RL                | 1          | 0          | -               | -               | -               | -                  | -                  | -                  | -           | -           | -           | 1      | 0      |        |
| 2023-2024         | Colonia II        | RL                | 1          | 0          | -               | -               | -               | -                  | -                  | -                  | -           | -           | -           | 1      | 0      |        |
| Totale Colonia II | Totale Colonia II | Totale Colonia II | 2          | 0          |                 | -               | -               |                    | -                  | -                  |             | -           | -           | 2      | 0      |        |
| 2019-2020         | Colonia           | BL                | 12         | 0          | CG              | 0               | 0               | -                  | -                  | -                  | -           | -           | -           | 12     | 0      |        |
| 2020-2021         | Colonia           | BL                | 24+2       | 2          | CG              | 2               | 0               | -                  | -                  | -                  | -           | -           | -           | 28     | 2      |        |
| 2021-2022         | Colonia           | BL                | 29         | 3          | CG              | 3               | 0               | -                  | -                  | -                  | -           | -           | -           | 32     | 3      |        |
| 2022-2023         | Colonia           | BL                | 23         | 2          | CG              | 1               | 0               | UECL               | 5                  | 0                  | -           | -           | -           | 29     | 2      |        |
| 2023-2024         | Colonia           | BL                | 22         | 1          | CG              | 1               | 1               |                    | -                  | -                  |             | -           | -           | 23     | 2      |        |
| 2024-2025         | Colonia           | 2L                | 20         | 1          | CG              | 4               | 0               | -                  | -                  | -                  | -           | -           | -           | 24     | 1      |        |
| Totale Colonia    | Totale Colonia    | Totale Colonia    | 130+2      | 9          |                 | 11              | 1               |                    | 5                  | 0                  |             | -           | -           | 148    | 10     |        |
| Totale carriera   | Totale carriera   | Totale carriera   | 132+2      | 9          |                 | 11              | 1               |                    | 5                  | 0                  |             | -           | -           | 150    | 10     |        |

## Palmarès

### Club

#### Competizioni nazionali
- Campionato tedesco di seconda divisione: 1

Colonia: 2024-2025